# Otto Jahn (Politiker)
Otto Jahn (* 8. Oktober 1898; † 13. April 1974 in Bremen) war ein deutscher Politiker (CDU) und er war Mitglied der Bremischen Bürgerschaft.

## Biografie
Jahn war als Tischlermeister in Bremen tätig.

Er war verheiratet und hatte Kinder.
Er war im Juni 1946 Mitbegründer und Mitglied der CDU Bremen und in den 1950er/1960er Jahren Mitglied im Landesvorstand Bremen. Er war im CDU-Ortsverband Westen Vorsitzender und ab 1970 Ehrenvorsitzender.

Von 1947 bis 1951 war er Mitglied der 2. Bremischen Bürgerschaft und Mitglied verschiedener Deputationen u. a. für Arbeit und für das Wohlfahrtswesen. Nach der Abgeordnetenzeit blieb er bis in die 1970er Jahre Mitglied der Deputation für Arbeit. In der Bürgerschaft setzte er sich u. a. ein für die Verbesserung des Arbeitsrechts. Er war Mitglied der Christlichen Gewerkschaft Deutschlands und war von 1963 bis nach 1970 Vorsitzender der CGD im Bezirksverband Bremen.